# Ladbergen
Ladbergen is een plaats en gemeente in de Duitse deelstaat Noordrijn-Westfalen, gelegen in de Kreis Steinfurt, niet ver van het Teutoburger Woud. De gemeente Ladbergen telt 6.775 inwoners (31 december 2020) op een oppervlakte van 52,34 km².
De gemeente Ladbergen bestaat naast het gelijknamige hoofddorp nog uit de zeer kleine kernen (Bauerschaften, buurtschappen) Hölter, Wester en Overbeck.
Van de bevolking is ca. 60% evangelisch-luthers en 20% rooms-katholiek.

## Buurgemeentes
- Tecklenburg, 11 km noordwaarts
- Lengerich
- Lienen
- Saerbeck
- Greven
- Ostbevern

## Infrastructuur
Ladbergen ligt 2 km ten oosten van afrit 74 van de Autobahn A1, en slechts 1 km ten zuiden van de Bundesstraße 475 Door het dorp heen loopt een belangrijke hoofdweg (geen Bundesstraße) van Greven (Westfalen) (in het zuidwesten, 10 km) naar Lengerich (in het noordoosten, 9 km) en de stad Osnabrück, nog 19 km verder naar het noordoosten. Deze weg kruist midden in het dorp een aantal secundaire wegen naar dorpen in de omgeving.
Direct ten noorden van Ladbergen bevindt zich langs de A1 een zgn. Autohof en een Truck-Stop. Dat zijn uitgebreide faciliteiten voor met name vrachtautobestuurders met o.a. horecagelegenheden, tankstations met faciliteiten voor kleine reparaties, winkels, enz. 
Aan de oostkant van de A1 is door de gemeente Ladbergen een bedrijventerrein ingericht, waar veel transport- en aanverwante logistieke ondernemingen gevestigd zijn.
Het Dortmund-Eemskanaal (DEK) vormt de westgrens van de gemeente Ladbergen (buurgemeente: Greven). Nabij de brug over het DEK in de B 475, twee km ten westen van Ladbergen, kan men rechtsaf rijden naar een bedrijventerrein. Op dit bedrijventerrein is een kleine binnenhaven aan het DEK.
Het dorp ligt op slechts ca. 5 km ten oosten van de luchthaven Münster-Osnabrück (FMO).
De gemeente heeft geen spoorwegstation. De belangrijkste openbaar-vervoerverbindingen zijn enkele buslijnen van de stad Osnabrück via Lengerich en Ladbergen naar het busstation van de luchthaven (Busterminal FMO), waar men op diverse andere bussen kan overstappen.

## Economie
Direct ten noorden van Ladbergen bevindt zich langs de A1 een zgn. Autohof en een Truck-Stop. Dat zijn uitgebreide faciliteiten voor met name vrachtautobestuurders met o.a. horecagelegenheden, tankstations met faciliteiten voor kleine reparaties, winkels, enz. 
Aan de oostkant van de A1 is door de gemeente Ladbergen een bedrijventerrein ingericht, waar veel transport- en aanverwante logistieke ondernemingen gevestigd zijn.
Bij de binnenhaven aan het DEK is een biogas-installatie in aanbouw, die zowel Ladbergen als alle omliggende plaatsen na 2025 van elektriciteit moet gaan voorzien.
De gemeente bevordert het verblijfstoerisme sterk. Er zijn enkele grote campings en vakantiehuisjesparken met dagrecreatie-faciliteiten. Ladbergen heeft zelf geen grote toeristische bezienswaardigheden, maar het Teutoburger Woud is gemakkelijk op de fiets te bereiken.

## Geschiedenis
Ladbergen was in de vroege middeleeuwen een boerendorp, waarvan veel inwoners imker waren; vandaar de bijen, die in het gemeentewapen voorkomen. In het jaar 950 werd het dorp in een oorkonde van het klooster Freckenhorst (als "Hlacbergon") voor het eerst vermeld.
In de middeleeuwen kwam Ladbergen te liggen in het Graafschap Tecklenburg. De drie pompebladen van het wapen van dit graafschap zijn ook in het moderne gemeentewapen aanwezig. Na de oorlog in het jaar 1400 behoorde Ladbergen tot het gedeelte van dit graafschap, dat niet aan het naburige Prinsbisdom Münster behoefde te worden afgestaan. In de 16e eeuw werd door de Reformatie vrijwel de gehele bevolking van het dorp evangelisch-luthers. Het werd een grensplaats tussen protestants en katholiek gebied. Zoals ook elders in het Graafschap Tecklenburg, had de Republiek der Zeven Verenigde Nederlanden enige politieke invloed in het dorp. In 1707, toen het graafschap in de handen van het Koninkrijk Pruisen overging, eindigde de Hollandse invloed. Wel bleef het dorp protestants.
In de 19e eeuw was er enige decennia lang grote armoede, die leidde tot emigratie  naar o.a. de Verenigde Staten van één derde deel van de bevolking. Economische vooruitgang trad pas weer op, toen in de 20e eeuw door de aanleg van het DEK, doorgaande wegen en de luchthaven  het dorp aan belangrijke verbindingsroutes kwam te liggen.
In de Tweede Wereldoorlog hebben de geallieerden talrijke luchtbombardementen nabij Ladbergen uitgevoerd. Doel hiervan was, de bedding van het DEK nabij de kruising met de Ladbergener Mühlenbach kapot te bombarderen. Het water uit het DEK zou dan door de Mühlenbach zijn weggelopen; Ladbergen zou dan overstroomd zijn geworden, en het DEK, een strategisch belangrijke waterweg, onbruikbaar. Al deze bombardementen mislukten echter.
Na de Tweede Wereldoorlog werd Ladbergen overstroomd met Duitse gedeporteerden uit Silezië (Heimatvertriebene), die er een nieuw thuis vormden. Daardoor ontstond ook voor het eerst sinds eeuwen een rooms-katholieke gemeenschap in het dorp. 
Na ca. 1970 ontwikkelde Ladbergen zich tot het huidige, welvarende dorp, gekenmerkt door zijn ligging nabij talrijke verkeersroutes.

## Afbeeldingen

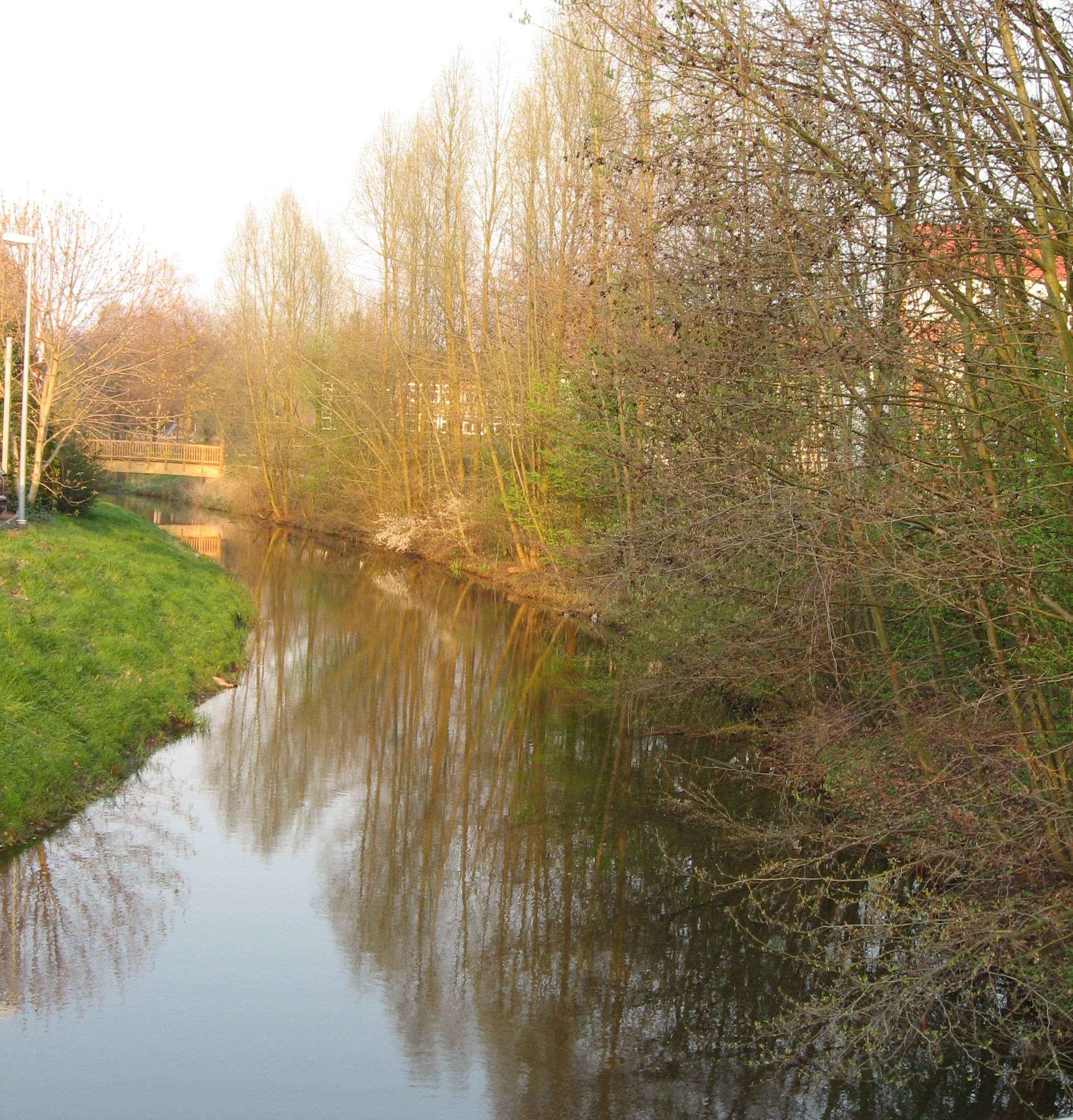
De molenbeek (Mühlenbach) van Ladbergen
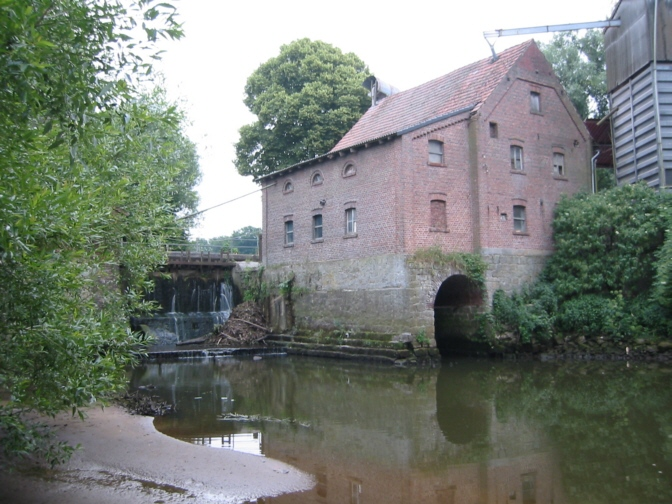
De watermolen op deze beek
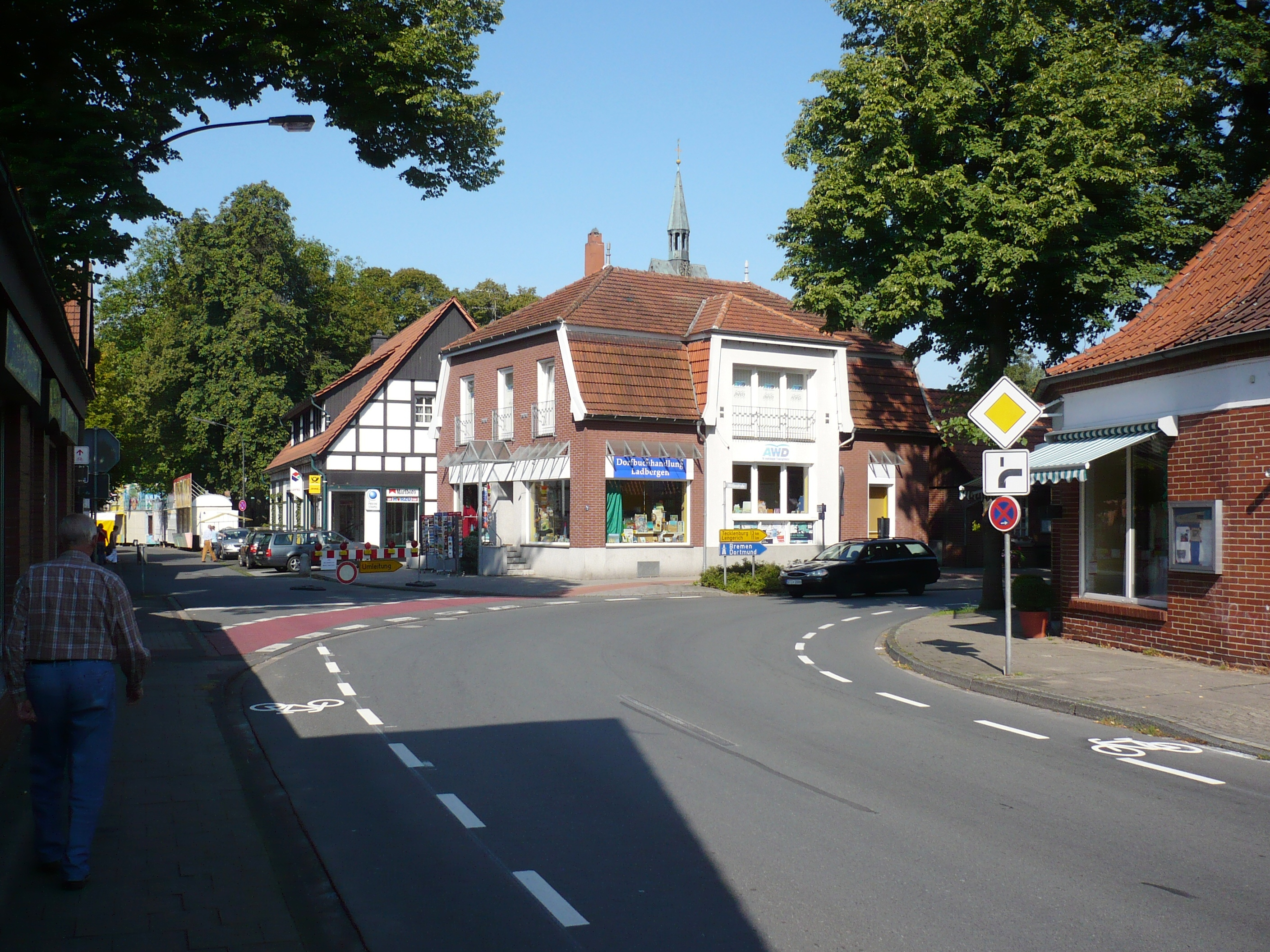
Centrum
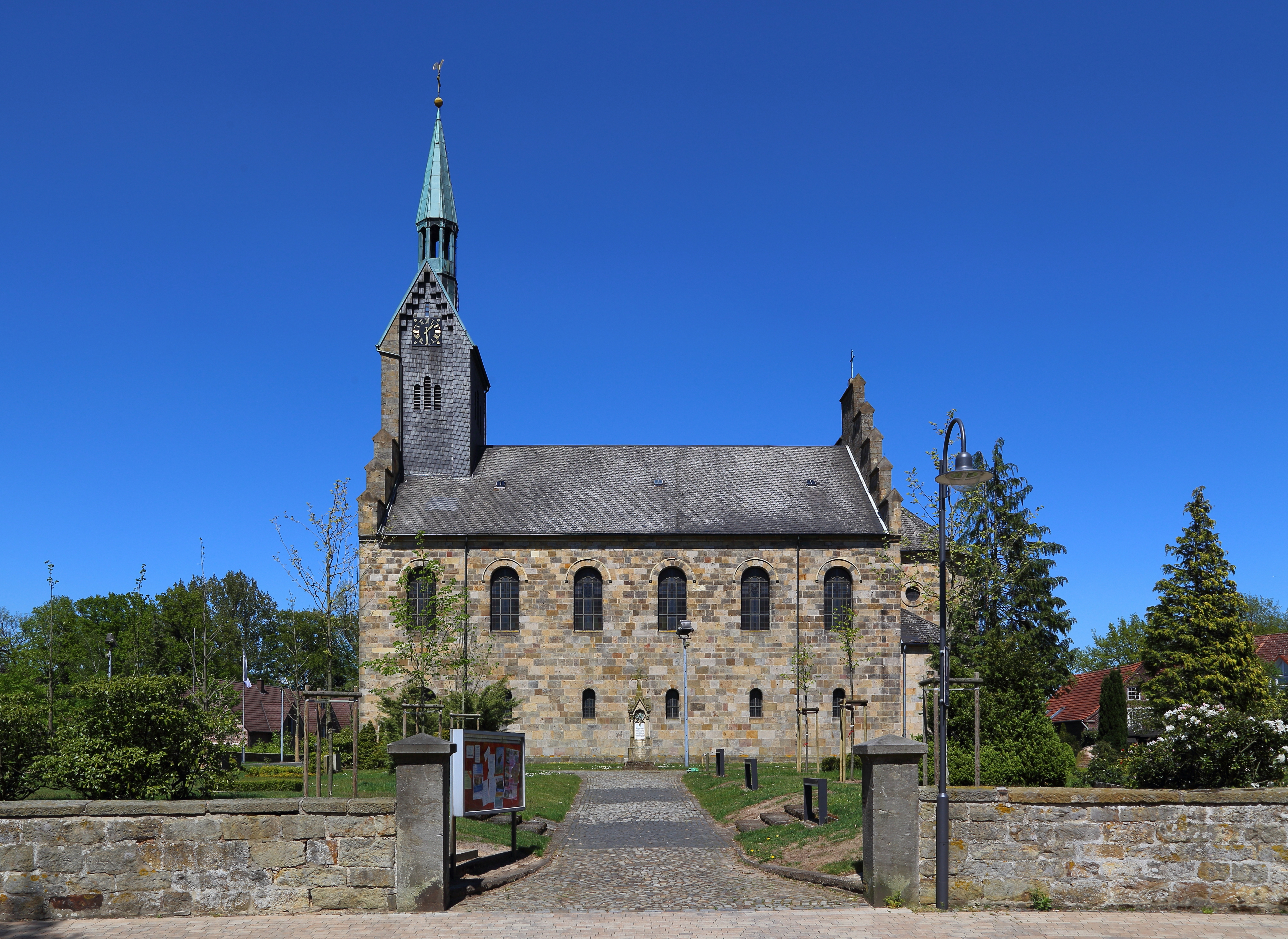
Evang.-lutherse kerk (1856)
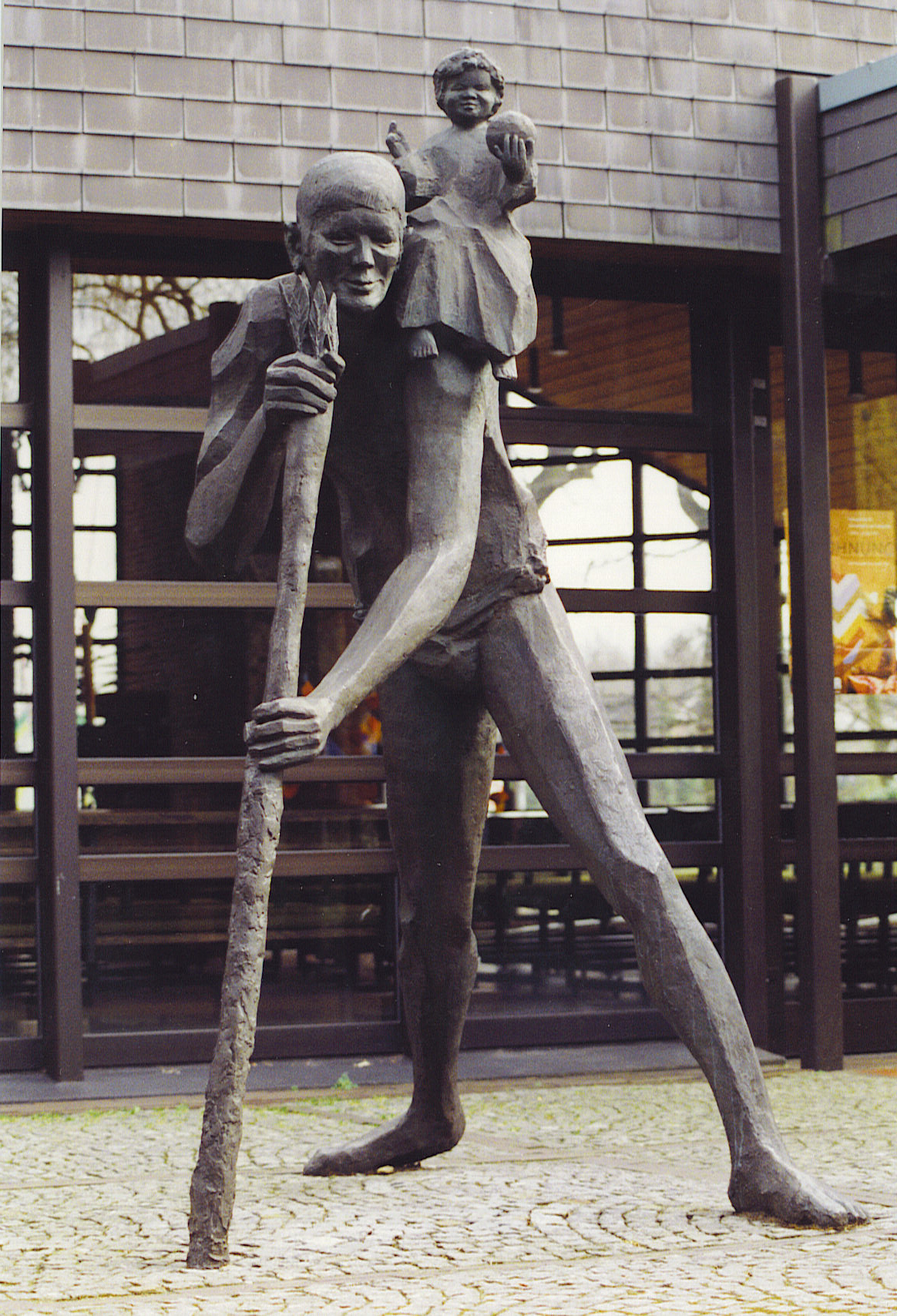
Standbeeld St. Christoffel ( 1979) in de R.K. Christoffelkerk
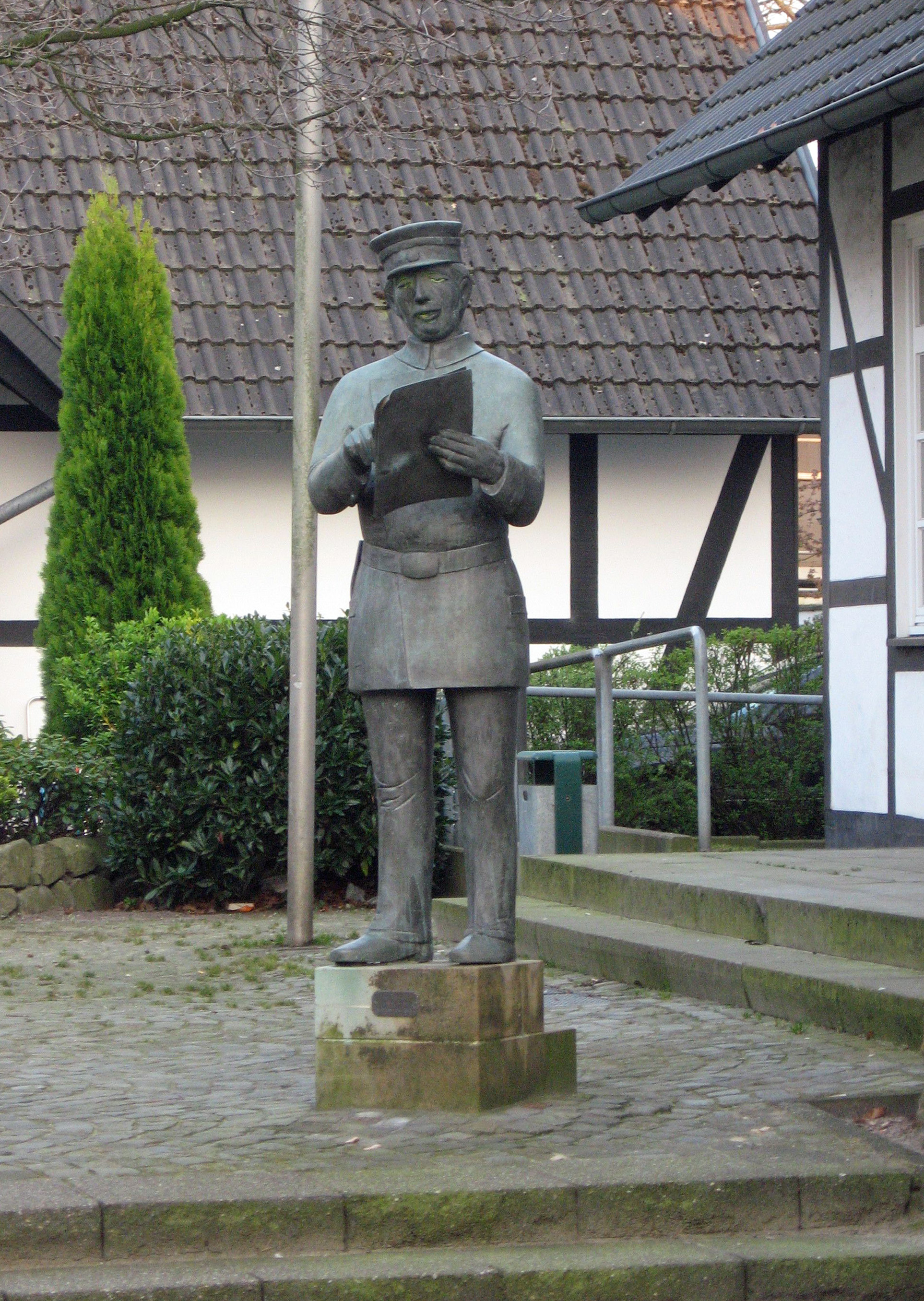
Standbeeld in het centrum  Afrouper (Dorpsomroeper), gemaakt door Anne Daubenspeck-Focke
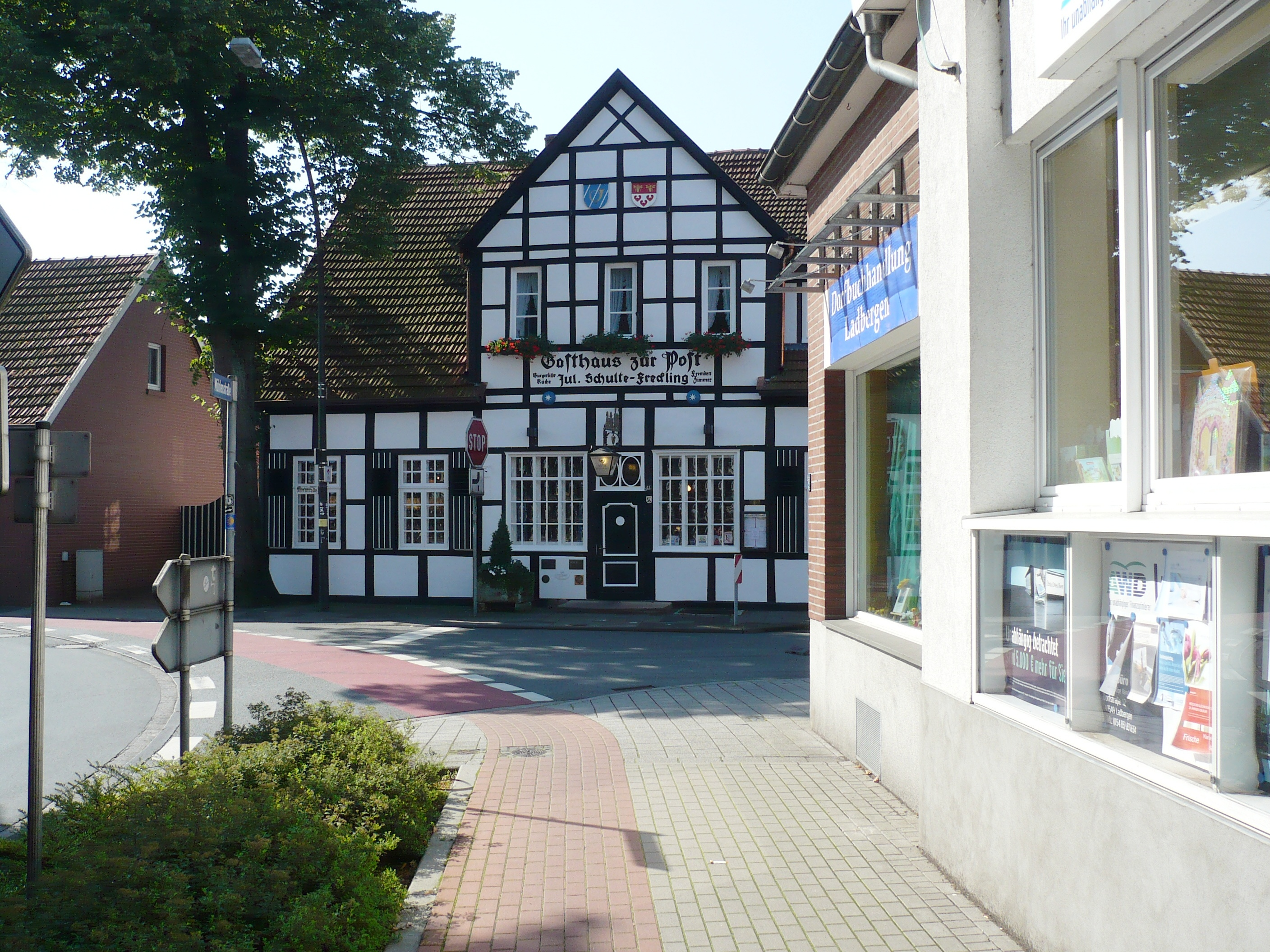
Gasthaus Zur Post
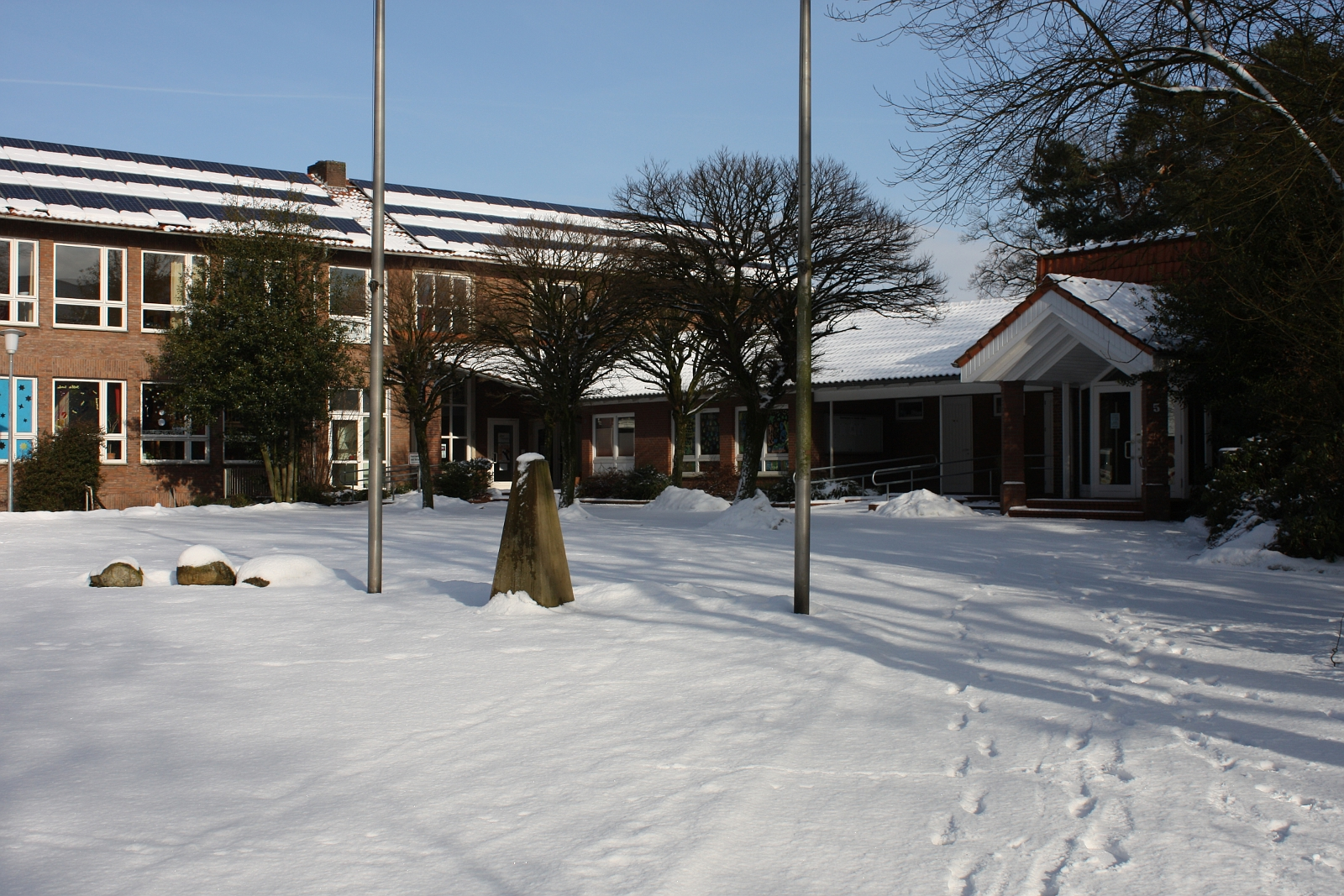
Gemeentehuis

## Geboren in Ladbergen
- Heinrich Sundermann (* 29 oktober 1849 in Ladbergen; † april 1919 in Göttingen), Duits evangelisch-luthers zendeling, werkte in het toenmalige Nederlands-Indië, vertaalde in 1892 de bijbel in de taal van het eiland Nias, werd daarvoor in 1911 door de Nederlandse koningin Wilhelmina onderscheiden als Ridder in de Orde van Oranje-Nassau.

## Partnergemeente
Veel van de inwoners van Ladbergen zijn in de late 19e eeuw, toen er grote armoede heerste, naar de Verenigde Staten geëmigreerd. Met name in het dorp New Knoxville in de staat Ohio hebben zich veel mensen uit Ladbergen gevestigd. In dat Amerikaanse dorp bestaat zelfs een groep mensen, die het oude Ladberger dialect van de Duitse taal nog beheerst. Een overgrootvader van moederszijde van de bekende astronaut Neil Armstrong is volgens velen ook een emigrant uit Ladbergen geweest.
Mede om die redenen bestaat er al sedert kort na de Tweede Wereldoorlog een jumelage met New Knoxville.
Altenberge · Emsdetten · Greven · Hopsten · Hörstel · Horstmar · Ibbenbüren · Ladbergen · Laer · Lengerich · Lienen · Lotte · Metelen · Mettingen · Neuenkirchen · Nordwalde · Ochtrup · Recke · Rheine · Saerbeck · Steinfurt · Tecklenburg · Westerkappeln · Wettringen